# The Lynch
Pour les articles homonymes, voir Lynch.
The Lynch est une petite île de la Tamise en Angleterre.

## Description
Il s'agit d'une île fluviale, inhabitée et recouverte d'arbres, située à environ huit kilomètres au nord-est de Reading, dans le Berkshire ; elle se trouve à proximité de deux autres îles fluviales, Phillimore Island et Hallsmead Ait (en), et à environ trois cents mètres du village de Shiplake (Oxfordshire).